# Georgetown (Tennessee)
Pour les articles homonymes, voir Georgetown.
Georgetown est une communauté non incorporée à la jonction entre le comté de Hamilton, le comté de Bradley et le comté de Meigs dans le Tennessee.
En 2020, sa population était de 5 337 habitants.

## Histoire
Georgetown est situé le long de la Tennessee State Route 60, le long de ce qui faisait partie de la route principale du Nord du Trail of Tears en 1838. Selon la tradition, le village a été nommé en l'honneur du commerçant Cherokee, George Fields, qui possédait une maison en rondins de deux étages et exploitait un poste de traite à l'intersection de l'actuel chemin Georgetown et du chemin Francisco au début des années 1800. "Un marchand aisé qui exploitait un bateau plat sur les rivières Hiwassee et Tennessee, il était également propriétaire d'esclaves et leader de la politique tribale. Son habitation en rondins à deux étages, connue sous le nom de George House, porte la date de 1812." La "George House" a brûlé et a été démantelée en 2014. On pense que George Fields a été enterré juste à l'est de l'endroit où se trouvait autrefois sa maison.
À la fin des années 1800, Georgetown était un centre commercial actif comprenant plusieurs moulins à farine, tanneries et scieries. Les marchandises arrivaient à proximité de Cleveland via le chemin de fer du Tennessee, de Virginie et de Géorgie et étaient transportées par wagon jusqu'au village. Plusieurs des principaux articles produits pour le marché à cette époque étaient le maïs, le blé et le bacon.
Le premier bureau de poste de Georgetown a été créé sous le nom de "Limestone" le 9 mars 1837 et a été changé en "Georgetown" en 1867. Il a depuis été situé dans quatre comtés différents, dont le comté de James , "The Lost County of Tennessee", qui s'est dissous dans 1919. Il opère actuellement dans le comté de Meigs.

## Éducation
L'Académie de Georgetown, fondée en 1847 par l'église presbytérienne de Cumberland, est la première école enregistrée à Georgetown. Située à environ un quart de miles au sud-ouest de l'intersection de TN SR 60 et d'Ooltewah-Georgetown Road, on pense qu'elle a été exploitée jusqu'à l'époque de la guerre civile.